# 潘学田
潘学田（1936年7月—），男，辽宁人，中国药政管理专家，曾任中日友好医院院长，卫生部药政管理局局长，药典委员会副主任委员。

## 生平
1964年，毕业于大连医学院医疗系，毕业后进入中华人民共和国卫生部。1981年至1984年，任中国药品生物制品检定所副所长。1984年至1986年，任中日友好医院副院长。1986年，任卫生部医政司副司长。1988年7月，任卫生部药政管理局局长。